# Sokna (rzeka)
Sokna – rzeka w okręgu Trøndelag w Norwegii. Dopływ Gauli, do której uchodzi w Støren. Na rzece znajdują się 3 elektrownie wodne o łącznej mocy 67,9 MW.